# Colman de Lindisfarne
Pour les articles homonymes, voir Colman et Saint Colman.
Colman ou Colmán est un moine irlandais mort le 8 août 676. Il est le troisième évêque de Lindisfarne, de 661 à 664. Considéré comme saint après sa mort, il est fêté le 18 février ou le 8 août.

## Biographie
Natif d'Irlande, Colmán devient moine à l'abbaye d'Iona. Il est choisi en 661 pour succéder à Finán comme abbé et évêque de Lindisfarne, en Northumbrie.
Durant son épiscopat, l'Église northumbrienne est tiraillée entre deux tendances. Certains, comme Colmán, suivent les pratiques de l'abbaye d'Iona et des monastères irlandais concernant le calcul de la date de Pâques et la forme que doit prendre la tonsure monastique, alors que d'autres favorisent les coutumes franques et italiennes apportées en Angleterre par la mission grégorienne. Le roi Oswiu organise en 664 le concile de Whitby pour trancher entre les deux. Colmán y représente le parti « irlandais », tandis que l'évêque Wilfrid défend le parti « romain ». Oswiu tranche en faveur de ce dernier.
Refusant d'accepter les dispositions du concile, Colmán quitte la Northumbrie avec une trentaine de moines de Lindisfarne qui les rejette également. Ils emportent avec eux une partie des reliques de saint Aidan, le fondateur de l'abbaye. Eata lui succède comme abbé de Lindisfarne, tandis que la charge épiscopale revient à Tuda.
Après un séjour à Iona, Colmán se rend vers 667 sur l'île d'Inishbofin, au large du Connacht. Il y fonde un monastère qui accueille aussi bien des moines anglais qu'irlandais, mais des dissensions ne tardent pas à naître entre les deux communautés. Afin d'y remédier, Colmán fonde un deuxième monastère à Mayo pour accueillir les moines anglais, tandis que leurs pairs irlandais restent sur Inishbofin.
Colmán meurt le 8 août 676. Il est considéré comme saint et fêté le 18 février, ou le 8 août dans les martyrologes irlandais.